# Бауска округ
Бауска округ (лет. Bauskas rajons, рус. Бауский район) је округ у републици Летонији, у њеном јужном делу. Управно средиште округа је истоимени градић Бауска. Округ припада историјској покрајини Земгале.
Бауска округ је унутаркопнени округ у Летонији. То је и гранични округ ка Литванији на југу. На истоку се округ граничи са окрузима Ајзкраукле и Огре округ, на северу са округом Рига и на западу са округом Јелгава.

## Градови
- Бауска
- Јецава
- Вецумниеки